# 液体燃料ロケット

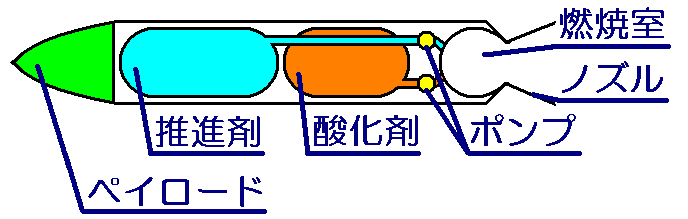
液体燃料ロケット（二液式）の模式図

液体燃料ロケット（えきたいねんりょうロケット）は、液体の燃料と酸化剤をタンクに貯蔵し、それをエンジンの燃焼室で適宜混合して燃焼させ推力を発生させるロケットである。単に液体ロケットとも呼ばれる。人工衛星の姿勢制御エンジンなど一部には過酸化水素やヒドラジンのように自己分解を起こす推進剤を触媒等で分解して噴射する、簡単な構造の一液式のものもある。
液体燃料は一般的に燃焼ガスの平均分子量が小さく、固体燃料に比べて比推力に優れているうえ、推力可変機能、燃焼停止や再着火などの燃焼制御機能を持つことができる。また、エンジン以外のタンク部分は単に燃料を貯蔵しているだけなので、特に大型のロケットでは構造効率の良いロケットが製作できる。一方、燃焼室や噴射器、ポンプなどの機構は複雑で小型化が困難なので、小型のロケットでは同規模の固体ロケットに比べて構造効率は悪化する。また、推進剤の種別によっては、腐食性や毒性を持ち貯蔵が困難であったり、極低温なため断熱や蒸発したガスの管理、蒸発した燃料の補充などで取り扱いに難があるものもある。

## 歴史

ゴダードと彼の製作した液体燃料ロケット

液体燃料ロケットの概念が最初に登場したのはコンスタンチン・ツィオルコフスキーによって1903年に出版された Исследование мировых пространств реактивными приборами（日本語に訳すると「反動装置による宇宙空間の探求（英語では Research of world spaces by jet devices）」）に掲載されたのが初めてである。ツィオルコフスキーが考えた液体燃料ロケットは、燃料として液体酸素と液体水素を使ったもので、現実に作られることはなかったものの、彼は多段式ロケットやロケットに必要な方程式など、現在のロケットに必要なものの基礎を築いた。
1926年、ロバート・ゴダードが、液体酸素を酸化剤に用いたロケットを実験した。このロケットはアルコールと液体酸素を燃料にする方法だったが、ノズルが上にあり、燃料タンクは下にあった。これはジャイロスコープなどの誘導装置を持たない場合、ゴダートが下から持ち上げるより上から引っ張るほうが安定するからだと考えたためであった。しかし実際には重心を下方に置きすぎたために横に飛ぶ状態になり、飛翔した時間は約2.5秒、距離約56 m、高さ約12.6 m程度であったが、それでも液体燃料ロケットとしては初の飛行であった。
つぎに本格的に計画された液体燃料ロケットは、ドイツのヘルマン・オーベルトが、映画『月世界の女』用に製作した液体燃料ロケットである。これは映画撮影用の模型であって飛行能力は持たず、製作途中に事故で破損してしまい、オーベルトは失意で故郷トランシルヴァニアに帰ってしまった。しかしオーベルトの考え方に間違いはなく、ドイツ国立化学工学研究所が2分割式の燃焼室を持つ円錐型ロケットエンジンを開発し、1930年7月23日に燃焼実験を成功させており、第二次世界大戦中はV2ロケットの研究に携わり、戦後はフォン・ブラウンの薦めもあってアメリカ合衆国にわたって軍事用ロケットの研究に携わっていた時期もある。
実際に液体燃料ロケットが世に出たのが、ナチス・ドイツが「報復兵器」と名づけたV2ロケットである。ヴェルナー・フォン・ブラウンや、先のヘルマン・オーベルトなどの科学者・技術者が集い製作したこのロケットは、アルコールと液体酸素を燃料にし、ジャイロスコープとアヴィオニクスにより誘導され、ロケットエンジンの下にある推力偏向板（ジェットベーン）により向きを変えられるという、現在存在する液体燃料ロケットの原型とも言える構造をしていた。
世界大戦終結後、鹵獲されたV2と共に、多くの科学者・技術者がアメリカとソ連に連行され、それぞれの地でV2と同じような液体燃料ロケットを製作し、冷戦期の軍拡競争で作られた弾道ミサイルとしてそのノウハウを広めることとなる。
現在でこそ、飛ぶ方向を決めるものが推力偏向板からジンバル機構になり、誘導装置がジャイロスコープからレーザージャイロやGPS、アヴィオニクスがディジタルコンピュータになるなど、時代相応の技術はつぎ込まれているものの、基本的な概念や構造はナチスドイツのV2、ひいてはツィオルコフスキーの描いたものと同じである。

## ロケットエンジンの構造
液体燃料ロケットのエンジンは、燃焼室、噴射器、点火器、ノズル、ポンプ、タービンなどの部分からなっている。
一般に固体燃料ロケットより部品点数は多くなる。

### 推進剤の供給方式
液体燃料ロケットでは高圧の燃焼室へ推進剤を送り込まなくてはならないから、何らかの方法で推進剤に高圧を加えなくてはならない。極めて簡便な手法としては高圧の不活性なガスをタンクに送って推進剤を加圧するガス押し（圧送）式があるが、この方法では高い圧力を得にくいだけでなく推進剤のタンクの強度が必要なため、機体を大型化すると構造体の重量が極端に増加する。そのため、より高性能のエンジンではポンプで推進剤を加圧する方法がとられる。
このときポンプの駆動力を得るにはいくつか方法がある。
例えばV2ロケットでは、ロケットの推進剤の他にポンプの駆動用として過酸化水素と過マンガン酸カルシウム溶液を搭載しており、両者が混合されて発生する水蒸気がタービンを駆動し、連結された推進剤ターボポンプを駆動した（ヴァルター機関）。この方式では推進剤以外のタンクを必要として構造が煩雑になるという欠点があった。
推進剤の一部を主燃焼室とは別の小型の予燃焼室（プリバーナー）で燃焼させ（予燃という）、その燃焼ガスでタービンを駆動させる方法もある。そのうち駆動後のガスを外部に排気する方法をガス発生器サイクルという。この方法ではターボポンプ駆動分の推進剤が推力にならないため二段燃焼サイクルと比較して比推力は低下するが、予燃系の圧力が低く済むため開発が容易になり、またターボポンプの信頼性向上・運転時間延長が望める。
予燃ガスでターボポンプを駆動する方法のうち、駆動後のガスを主燃焼室に送り込んで燃焼させる方式を二段燃焼サイクルという。プリバーナーで多量の酸化剤に少量の燃料を加えて予燃し、そのガスに主燃焼室で燃料を足して燃焼させる方式を酸化剤リッチといい、逆に予燃で多量の燃料に少量の酸化剤を加える方式を燃料リッチという。酸化剤リッチのほうがターボポンプの出力を上げられる=エンジンの出力を上げられるが、高温かつ酸化性のガスでタービンを駆動するため技術的困難を伴う。またどちらの方式であってもタービン駆動後のガスは主燃焼室内よりも高圧でなければならないため予燃系は非常に高い圧力で動作しなければならない。さらにターボポンプで推進剤の漏洩が発生した場合、燃料が酸化剤リッチのガスに接触する、または酸化剤が燃料リッチのガスに接触すると直接的に事故の原因になりうる。そのため予燃系を2系統設けて、酸化剤リッチのガスで酸化剤のターボポンプを、燃料リッチのガスで燃料のターボポンプを駆動するようにし安全性を高めたフル･フロー･二段燃焼サイクル (Full Flow Staged Combustion Cycle: FFSCC) が開発されている。
高温の燃焼室やノズルを冷却する手法のひとつに再生冷却があるが、この時発生する推進剤のガスを用いてターボポンプを駆動する方法をエキスパンダーサイクルという。ガス発生器サイクルや二段燃焼サイクルと比べてターボポンプの駆動ガスがより低温であり、また多数の冷却配管をガス発生器として用いるため推進剤の質による事故を起こしにくく信頼性が高い。ターボポンプ駆動に使用した推進剤を燃焼室に送り込むフルエキスパンダーサイクルでは燃焼圧力を上げるとポンプタービンの背圧が上がって駆動効率が落ちるため推力向上に限界があり、その解決策として推進剤の一部のみをターボポンプの駆動に使用して駆動後は外部に排気してしまうエキスパンダーブリードサイクルがある。またエンジンが大型化すると再生冷却では推進剤を温めきれなくなる（加熱面積はサイズ比の2乗に比例するが送り込まれる推進剤の量は3乗に比例する）ので、その場合はポンプで送った推進剤の一部を再生冷却に用いずに直接燃焼室に送るバイパスエキスパンダーサイクルの手法がとられることがある。
2017年にはポンプを電動機で駆動する方式のエンジンがロケットに搭載され飛行している。

### クロスフィード方式
液体燃料補助ロケット内の推進剤を1段目の主ロケットに供給する事により、補助ロケット切り離し前に主ロケットの推進剤の消費を抑え、打ち上げ能力を高める。ソビエトのUR-700で計画されたが実現せず、ファルコンヘビーで予定される。

### 燃焼室やノズルの冷却
大量の推進剤が燃焼し、噴射される燃焼室やノズルは極めて高温となるので、耐熱材料を使うだけでは不足であり、より積極的に冷却を行う必要がある。そのために、推進剤の通った配管で取り巻いて熱を奪い、使った推進剤は燃焼に用いる再生冷却、多孔質の材料から推進剤を染み出させて冷却する発汗冷却、冷却したい部分の表面を推進剤の薄い流れで覆って冷やすフィルム冷却などが用いられる。融点が高く熱容量の大きな材料で覆い、その材料の溶融気化や炭化で熱を奪うアブレーション冷却も一部で用いられる。

## 二液系推進剤の組み合わせ
代表的な液体推進剤は以下のものが挙げられる。第二次世界大戦で使用されたV2ロケットは酸化剤として液体酸素 (LOX) が、燃料としてエタノール75%と水25%の混合物を使用していた。戦後のミサイルでは、燃料はケロシン、ヒドラジン系に置き換わり、酸化剤は硝酸系に置き換わっている。液体フッ素の使用やリチウムの添加、などの現行のものより比推力の良い推進剤も提案されているが、毒性や取り扱いの観点から現実的ではない。
- 燃料
  - 液体水素 (LH2)
  - エタノール水溶液
  - ケロシン
  - ヒドラジン
    - モノメチルヒドラジン (MMH)
    - 非対称ジメチルヒドラジン (UDMH)
    - エアロジン-50（MMHとUDMHを50:50の比率で混合したもの）
- 酸化剤
  - 液体酸素 (LOX)
  - 過酸化水素
  - 硝酸
    - 発煙硝酸 (WFNA)

  - 四酸化二窒素
    - 赤煙硝酸 (RFNA)

これらの燃料と酸化剤とを適宜組み合わせて使用するが、性能や取り扱いの上から、あるいはノウハウや経験の蓄積、といった点から、現在の主要な液体ロケットの多くは以下の3種の組み合わせである。

### ヒドラジン系
推進剤として硝酸類もしくは四酸化二窒素を酸化剤とし、ヒドラジン類の燃料を用いる場合、比推力は液体酸素/ケロシン系より劣るものの、ロケットの燃料タンク内に常温で長期間貯蔵が可能であるうえ、自己着火性（ハイパーゴリック）を持ち推進剤を混合するだけで点火するため点火器が不要になり確実性に優れ、再着火も容易である。このため即応性が必要とされる弾道ミサイルや確実性の必要な人工衛星や宇宙船の姿勢制御用のスラスター、複数回の着火を行い複数の衛星を軌道投入する上段ロケットなどに使用される。欠点としては、硝酸や四酸化二窒素、ヒドラジンも腐食性や毒性が強く、タンクの腐食や発生する毒性ガスに留意する必要が挙げられる。燃料の漏洩による重大事故は過去何度も発生しており、1980年9月18日のアメリカのアーカンソー州リトルロック空軍基地での事故では、点検中のタイタンIIサイロ内に不注意で取り落とした工具がミサイルに当り、燃料タンクが破れてガス漏れから爆発に至り、核弾頭を空中高く吹き飛ばす事態となった。タイタンIIはこの他にもいくつかの重大事故を起こしており、結果的に退役が早まる事となり、タイタンの退役によって米空軍からは液体燃料の弾道ミサイルが無くなった。また1986年10月3日には、後にピーター・ハクソーゼンの「敵対水域」で有名になる旧ソ連のヤンキー1型戦略ミサイル原子力潜水艦K-219での RSM-25 (SS-N-6 Serb) 潜水艦発射弾道ミサイルからの燃料漏れ事故が発生しており、火災によって同艦が沈没したほか死傷者多数を出す事態となっている。
また、火星探査機のマーズ・オブザーバーにおいては、この酸化剤と燃料が混ざると着火するハイパーゴリック性があだとなり、燃料、もしくは酸化剤が逆流して他方と混ざったために爆発したといわれている。
旧ソ連・ロシアでは現在でも四酸化二窒素/ヒドラジン系の液体燃料を用いたミサイルが多用されている。これは、旧ソ連では性能の良い固体燃料ロケットの開発が遅れた影響もあるが、旧ソ連が貯蔵可能な液体燃料ロケットを独自に安定的に運用する技術を獲得した成果だととらえることもできる。

### 液体酸素/ケロシン

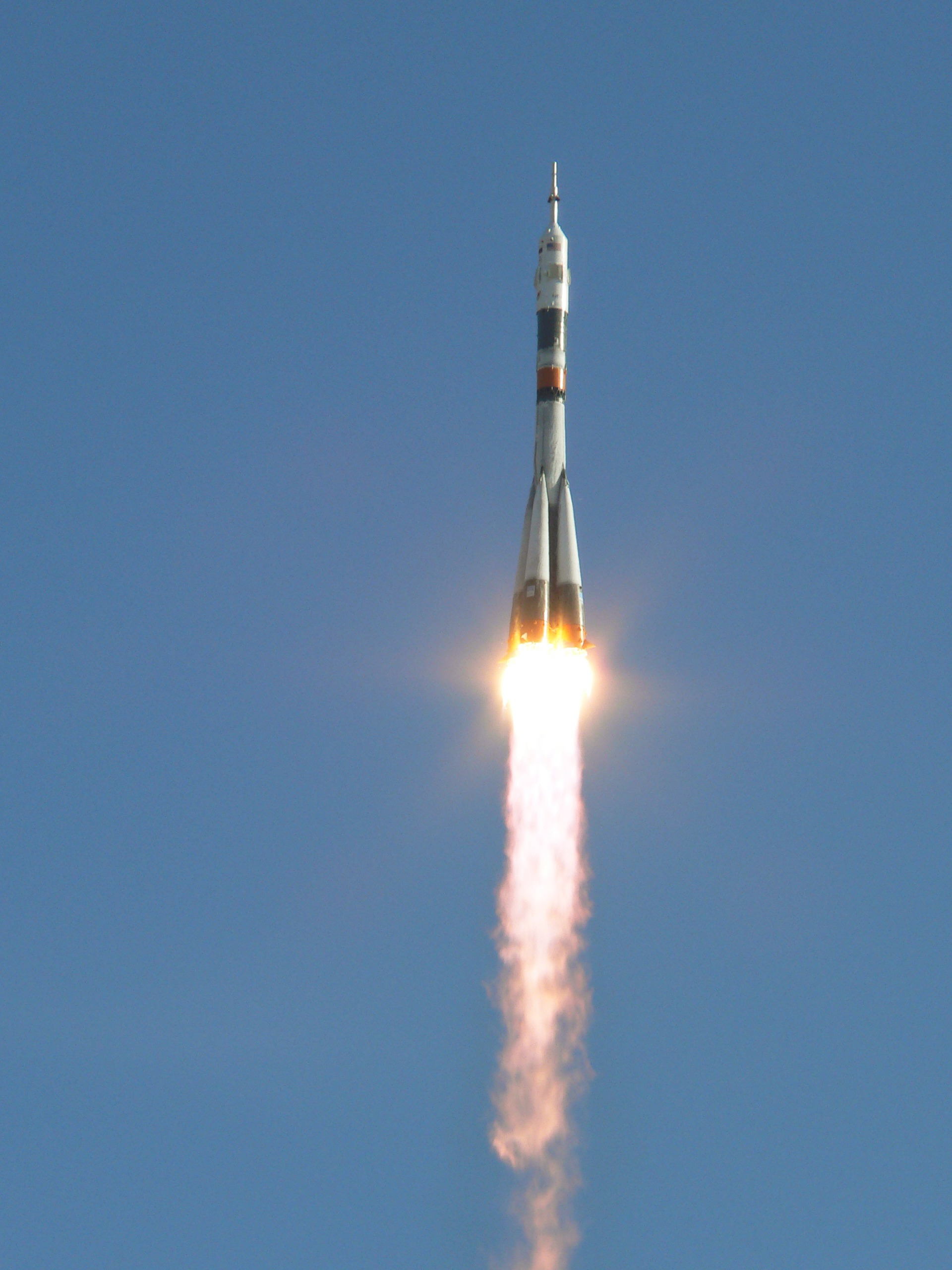
液体酸素/ケロシンの組み合せのみを用いるA-2ロケットによる宇宙船ソユーズの打ち上げ。

液体酸素を酸化剤、ケロシンを燃料とするロケットは、燃料の調達も取り扱いも容易であるという理由からソユーズロケットなど古くから用いられてきた。低温の液体酸素を使うため燃料をタンクに貯蔵したまま保存することはできず、比推力はヒドラジン系に勝り後述の液体酸素/液体水素系より劣る。しかし液体酸素/液体水素系より推進剤の密度が大きいために、推力が大きくて寸法が小さく、構造効率の良いロケットを製作できることから、衛星打ち上げロケットの第1段として単体で使用することに向いている。1段目で液体酸素/ケロシンロケットをクラスター化し、同エンジン系1基～少数を2段目に採用して、開発工数費用削減と量産効果を狙う設計は、古くはソユーズロケット、近年ではファルコン9系やヌリなどの例もある。

### 液体酸素/液体水素

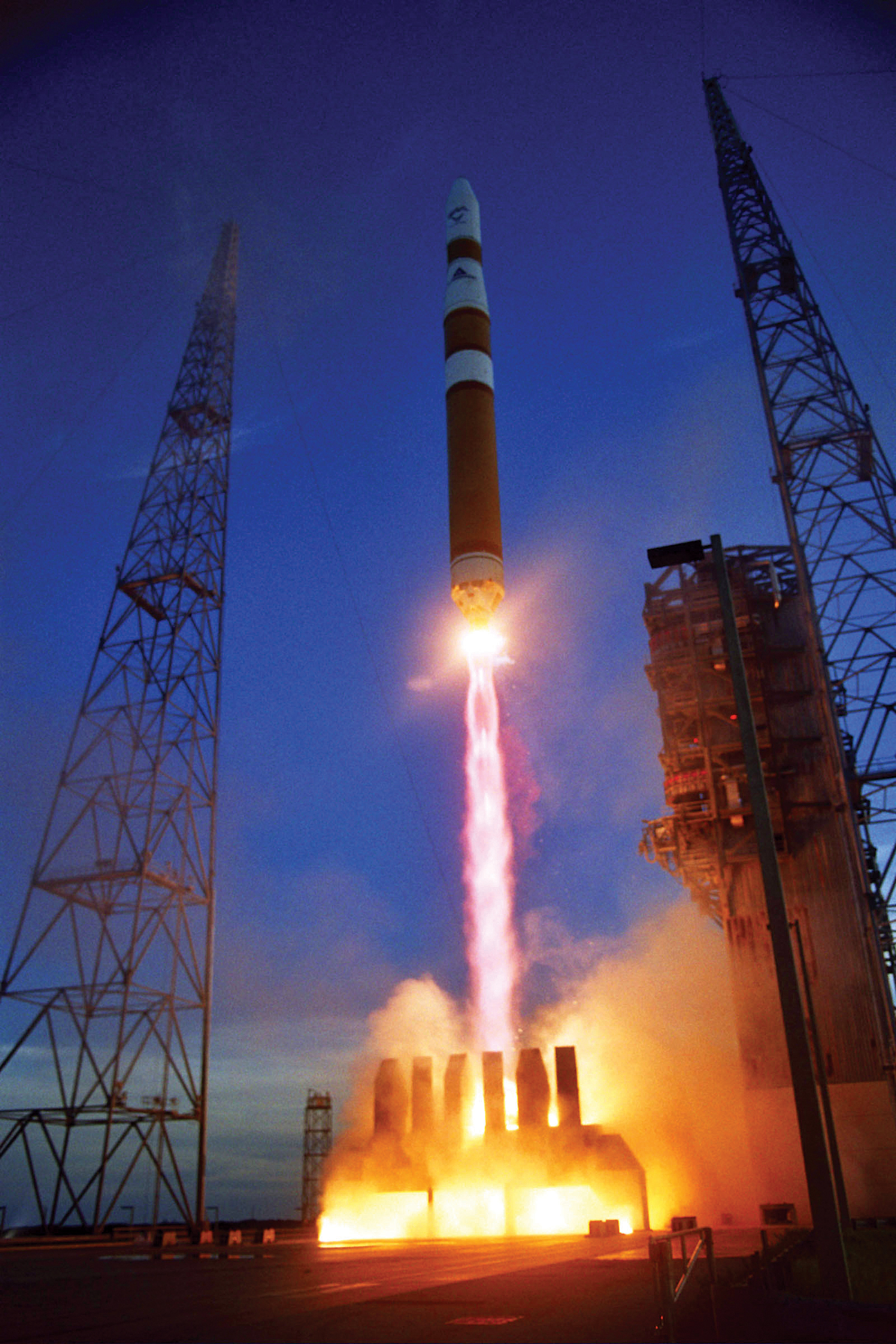
液体酸素/液体水素の組み合せを用いるRS-68エンジン単独での打ち上げ（デルタIVミディアム）。

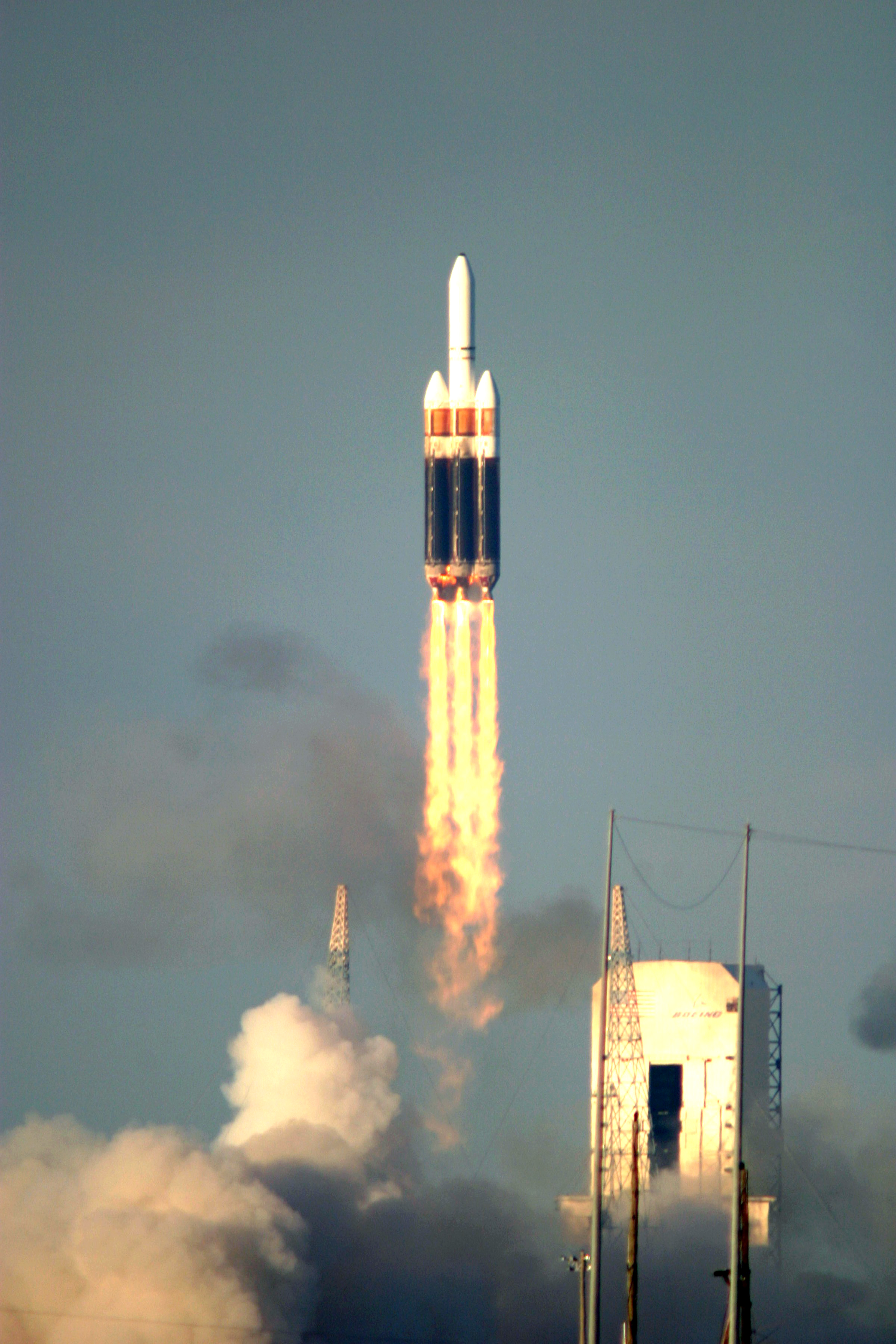
液体酸素/液体水素の組み合せを用いるRS-68エンジン3基だけによる、デルタIVヘヴィーの打ち上げ。

液体酸素を酸化剤、液体水素を燃料とするロケットは、現在実用されている液体燃料の推進剤の組み合わせでは最高の比推力を持ち、そのために、特に衛星打ち上げロケットの2段目や3段目にこれを用いた場合、他の液体燃料よりもペイロードを増大させることが出来る。しかし、液体水素の密度は水の1/14と非常に小さく、それを収めるタンクは極めて大きなものとなって構造効率が悪く、よってシステム全体の推重比が悪く、1段目には不利な点もある。また、沸点が-252.6℃と極低温の燃料であり、燃料タンクには断熱を施さねばならず、極低温による金属の収縮、脆化を考慮しなければならない。燃料ポンプ（ターボポンプ）は極低温で動作しなければならないうえに、二段燃焼式の場合、駆動タービン側は高温になるため、極端な温度差に加えて猛烈な震動の環境下で確実に動作する高度な信頼性が求められる。ロケットへ燃料を注入した後は、タンク内で蒸発した燃料ガスの圧力を逃がすために外部へガスを排出しており、またロケット本体の断熱が完全ではないため空気中の水分がロケットの外部に少しずつ氷結してゆく。このため時間と共に燃料が目減りし、ロケットが重くなってゆくことになる。加えてターボポンプの流量や回転数の問題から、液体酸素/ケロシン系のエンジンに比べて大推力のエンジンを製作することが難しいので、衛星打ち上げロケットの第1段にこれを用いる場合、重力損失を軽減するため固体ロケットブースタを付加して推力を増強し、液体酸素/液体水素エンジンそのものは固体ブースタで高空に持ち上げた後の加速を主眼において設計する、などの手法が必要となる可能性がある。
代表的なLOX/LH2エンジンには、第1段用としてはNASA、スペースシャトルのメインエンジン (RS-25)、ESAのヴァルカン、JAXAのLE-7A、上段用としてはのNASAのJ-2やRL-10、JAXAのLE-5Bなどがある。
スペースシャトルや種子島宇宙センターのロケット打ち上げ時に出る大きな雲状のものは燃焼ガスと注水の水（音響と熱による発射設備の損傷防止用）の「湯気」の霧の混合物である。打ち上げの写真を注意深く見ると固体燃料燃焼ガスの茶色い雲（塩酸霧が主）と真っ白の水の霧の二種類が分かる。水霧の一部は液体酸素-液体水素メインエンジンの燃焼による水蒸気由来である。

### 液体酸素/液化天然ガス (LNG推進系)

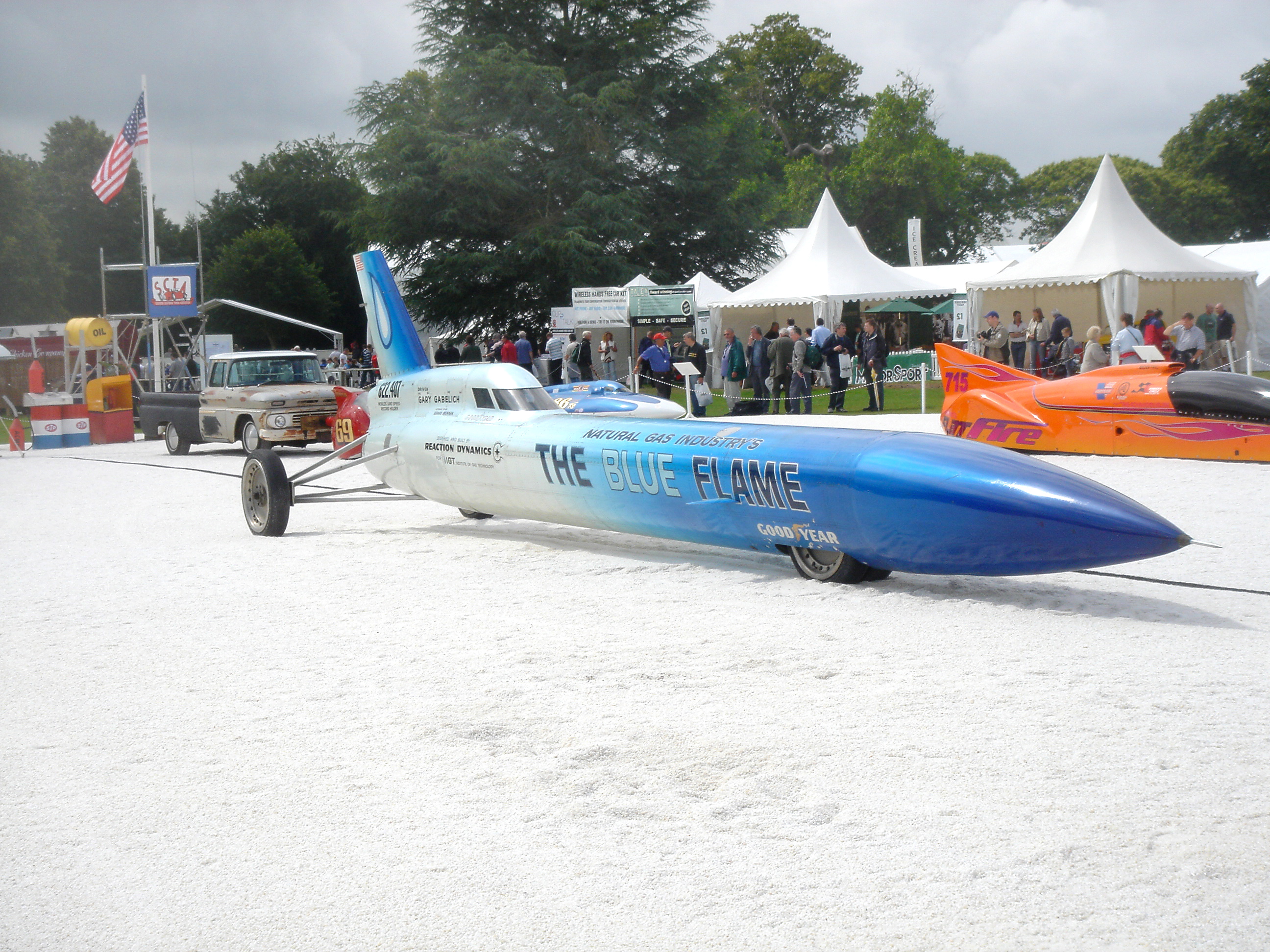
液化天然ガスを推進剤として1970年10月23日に1014.513 km/hの世界記録を樹立したブルー・フレーム

メタンを推進剤として使用した場合、液体酸素/ケロシン推進系と比較して比推力が10秒高く、沸点が91Kの液体酸素と近い110Kであるため、タンクの推進剤間の断熱が不要である。また液体酸素/液体水素推進系と比較して液体水素よりも密度が大きい為、タンクを小型化でき、液体水素よりも沸点が高い為、断熱が容易である。また、推進剤を供給するターボポンプの液体酸素ポンプとの断熱が不要で同軸上に配置する事が可能になり小型化が可能である。また、液体水素よりも入手が容易で廉価で充填時に気化する量が減り、扱いが容易である。また、マーズ・ダイレクトにて提案されたように火星の二酸化炭素が主成分の大気と水素からサバティエ反応によりメタンを生成することも可能である。
液体酸素と液化天然ガス (LNG) をロケットの燃料として使用する例はかつて1970年代に速度記録を樹立したブルー・フレーム等があった。一時期、LNG推進系の開発は滞っていたが、近年、各国で新たなLNG推進系の開発が進みつつある。日本ではGXロケットの上段ロケットとして開発が進められ、2009年7月にLE-8の燃焼試験が成功裡に完了した。アメリカでも計画が中止されたコンステレーション計画において当初、月面着陸機にメタンを燃料とするエンジンの搭載が検討され、2007年にはNASAの支援を受けたXCOR社で燃焼試験に成功した。スペースX社では2020年にフルフロー二段燃焼サイクルのラプターによる飛行試験を実施した。ブルーオリジン社も2023年現在BE-4を開発中である。
ロシアとヨーロッパでもVOLGAエンジンを共同開発中である。韓国では2008年にC＆Space社がロシアとの技術協力のもと推力10トンのLNGエンジンであるCHASE-10の開発に成功した。2023年7月には、中国の民間企業ランドスペース社が、史上初めて液体酸素と液体メタンを燃料としたロケット朱雀2号の軌道投入に成功した。

### リチウム/フッ素
これまでに燃焼試験された化学系推進剤の中で最も比推力が高いのは、リチウムと、比推力を向上させるフッ素に水素を加えた組み合わせである。それぞれの推進剤はそれぞれのタンクに貯蔵される三液推進系である。この組み合わせにより真空中での比推力は542秒を得られ噴出速度は5320m/sである。
これほど優れた推進剤が一般的に使用されない理由は、3種類のそれぞれの液体推進剤を水素は－252°C (21K)、リチウムは180°C (453K) で液状に保つ必要があるからである。リチウムとフッ素は両方とも腐食性が強くリチウムは空気と触れるだけで発火し、フッ素は大半の燃料と接触するだけで点火し、水素は自己着火性ではないが爆発の危険がある。排気ガスに含まれるフッ素とフッ化水素(HF)は強い毒性を持ち発射台周辺で作業する事を困難にさせ、環境に悪影響を及ぼし打ち上げの許可を得ることが困難である。ロケットの排気も同様にイオン化されロケットとの無線による通信を妨げる。リチウムとフッ素は高価で希少であり、実際にこのような用途には十分に問題である。この組み合わせで打ち上げられたことはない。

## 液体水素/液体酸素を推進剤とする1段用ロケットエンジンの比較
| 機種           | SSME               | LE-7A                       | RD-0120            | ヴァルカン         | RS-68              | YF-77              |
| -------------- | ------------------ | --------------------------- | ------------------ | ------------------ | ------------------ | ------------------ |
| 開発国         | アメリカ合衆国     | 日本                        | ソビエト連邦       | 欧州宇宙機関       | アメリカ合衆国     | 中華人民共和国     |
| 形式           | 二段燃焼サイクル   | 二段燃焼サイクル            | 二段燃焼サイクル   | ガス発生器サイクル | ガス発生器サイクル |                    |
| 全高           | 4.24 m             | 3.7 m                       | 4.55 m             | 3 m                | 5,20 m             |                    |
| 直径           | 1.63 m             | 1.82 m                      | 2.42 m             | 1.76 m             | 2,43 m             |                    |
| 重量           | 3,177 kg           | 1,832 kg                    | 3,449 kg           | 1,686 kg           | 6,696 kg           |                    |
| 推進剤         | 液体水素と液体酸素 | 液体水素と液体酸素          | 液体水素と液体酸素 | 液体水素と液体酸素 | 液体水素と液体酸素 | 液体水素と液体酸素 |
| 主燃料室圧力   | 18.9 MPa           | 12.0MPa                     | 21.8 MPa           | 11.4 MPa           | 9.7 MPa            | 10.2MPa            |
| 真空中比推力   | 453秒              | 440秒                       | 454秒              | 433秒              | 409秒              | 438秒              |
| 真空中での推力 | 2.278MN            | 1.098MN                     | 1.961MN            | 1.120MN            | 3.37MN             | 0.673MN            |
| 地上での推力   | 1.817MN            |                             | 1.517MN            | 0.800MN            | 2.949MN            | 0.550MN            |
| 搭載           | スペースシャトル   | H-IIAロケット H-IIBロケット | エネルギア         | アリアンV          | デルタ IV          | 長征5号            |

## 液体水素/液体酸素を推進剤とする上段用ロケットエンジンの比較
|                             | RL-10                  | HM7B               | Vinci                  | CE-7.5             | YF-75              | RD-0146                | ES-702             | ES-1001            | LE-5               | LE-5A                                               | LE-5B                                                 |
| --------------------------- | ---------------------- | ------------------ | ---------------------- | ------------------ | ------------------ | ---------------------- | ------------------ | ------------------ | ------------------ | --------------------------------------------------- | ----------------------------------------------------- |
| 燃焼サイクル                | エキスパンダーサイクル | ガス発生器サイクル | エキスパンダーサイクル | ガス発生器サイクル | ガス発生器サイクル | エキスパンダーサイクル | ガス発生器サイクル | ガス発生器サイクル | ガス発生器サイクル | エキスパンダブリードサイクル （ノズルエキスパンダ） | エキスパンダブリードサイクル （チャンバエキスパンダ） |
| 真空中推力                  | 66.7 kN (15,000 lbf)   | 62.7 kN            | 180 kN                 | 73 kN              | 78.45 kN           | 98.1 kN (22,054 lbf)   | 68.6kN (7.0 tf)    | 98kN (10.0 tf)     | 102.9kN (10.5 tf)  | 121.5kN (12.4 tf)                                   | 137.2kN (14 tf)                                       |
| 混合比                      |                        |                    |                        |                    |                    |                        | 5.2                | 6.0                | 5.5                | 5                                                   | 5                                                     |
| 膨張比                      | 40                     |                    |                        |                    |                    |                        | 40                 | 40                 | 140                | 130                                                 | 110                                                   |
| 真空中比推力 (秒)           | 433                    | 444.2              | 465                    | 454                | 437                | 463                    | 425                | 425                | 450                | 452                                                 | 447                                                   |
| 燃焼圧力 MPa                | 2.35                   | 3.5                | 6.1                    | 5.8                | 3.68               | 7.74                   | 2.45               | 3.51               | 3.65               | 3.98                                                | 3.58                                                  |
| LH2ターボポンプ回転数 min-1 |                        |                    |                        |                    |                    | 125,000                | 41,000             | 46,310             | 50,000             | 51,000                                              | 52,000                                                |
| LOXターボポンプ回転数 min-1 |                        |                    |                        |                    |                    |                        | 16,680             | 21,080             | 16,000             | 17,000                                              | 18,000                                                |
| 全長 m                      | 1.73                   | 1.8                | 2.2~4.2                | 2.14               | 1.5                | 2.2                    |                    |                    | 2.68               | 2.69                                                | 2.79                                                  |
| 質量 kg                     | 135                    | 165                | 280                    | 435                | 550                | 242                    | 255.8              | 259.4              | 255                | 248                                                 | 285                                                   |

## 二液式推進剤のデータ

### 組み合わせと最適な膨張率
| r  | 混合比: 酸化剤/燃料                                                                                |
| Ve | 平均排気速度, m/s. 同じ計測で比推力は異なる単位でN・s/kg。                                         |
| C* | 固有速度, m/s. 燃焼圧力を開口部面積で乗算、流量比で除算 実験ロケットの燃焼効率の確認に使用される。 |
| Tc | 燃焼室温度℃                                                                                        |
| d  | 燃料と酸化剤の密度 g/cm3                                                                           |

|                 |                             |                                | 68.05atmから1atmへの 最適な膨張 | 68.05atmから1atmへの 最適な膨張 | 68.05atmから1atmへの 最適な膨張 | 68.05atmから1atmへの 最適な膨張 | 68.05atmから1atmへの 最適な膨張 | 68.05atmから0atm(真空中)への 最適な膨張 (ノズル面積比 = 40:1) | 68.05atmから0atm(真空中)への 最適な膨張 (ノズル面積比 = 40:1) | 68.05atmから0atm(真空中)への 最適な膨張 (ノズル面積比 = 40:1) | 68.05atmから0atm(真空中)への 最適な膨張 (ノズル面積比 = 40:1) | 68.05atmから0atm(真空中)への 最適な膨張 (ノズル面積比 = 40:1) |
| 酸化剤          | 燃料                        | 注記                           | Ve                              | r                               | Tc                              | d                               | C*                              | Ve                                                            | r                                                             | Tc                                                            | d                                                             | C*                                                            |
| --------------- | --------------------------- | ------------------------------ | ------------------------------- | ------------------------------- | ------------------------------- | ------------------------------- | ------------------------------- | ------------------------------------------------------------- | ------------------------------------------------------------- | ------------------------------------------------------------- | ------------------------------------------------------------- | ------------------------------------------------------------- |
| LOX             | H2                          | 一般的                         | 3816                            | 4.13                            | 2740                            | 0.29                            | 2416                            | 4462                                                          | 4.83                                                          | 2978                                                          | 0.32                                                          | 2386                                                          |
| LOX             | H2-Be 49/51                 |                                | 4498                            | 0.87                            | 2558                            | 0.23                            | 2833                            | 5295                                                          | 0.91                                                          | 2589                                                          | 0.24                                                          | 2850                                                          |
| LOX             | CH4                         |                                | 3034                            | 3.21                            | 3260                            | 0.82                            | 1857                            | 3615                                                          | 3.45                                                          | 3290                                                          | 0.83                                                          | 1838                                                          |
| LOX             | C2H6                        |                                | 3006                            | 2.89                            | 3320                            | 0.90                            | 1840                            | 3584                                                          | 3.10                                                          | 3351                                                          | 0.91                                                          | 1825                                                          |
| LOX             | C2H4                        |                                | 3053                            | 2.38                            | 3486                            | 0.88                            | 1875                            | 3635                                                          | 2.59                                                          | 3521                                                          | 0.89                                                          | 1855                                                          |
| LOX             | RP-1                        | 一般的                         | 2941                            | 2.58                            | 3403                            | 1.03                            | 1799                            | 3510                                                          | 2.77                                                          | 3428                                                          | 1.03                                                          | 1783                                                          |
| LOX             | N2H4                        |                                | 3065                            | 0.92                            | 3132                            | 1.07                            | 1892                            | 3460                                                          | 0.98                                                          | 3146                                                          | 1.07                                                          | 1878                                                          |
| LOX             | B5H9                        |                                | 3124                            | 2.12                            | 3834                            | 0.92                            | 1895                            | 3758                                                          | 2.16                                                          | 3863                                                          | 0.92                                                          | 1894                                                          |
| LOX             | B2H6                        |                                | 3351                            | 1.96                            | 3489                            | 0.74                            | 2041                            | 4016                                                          | 2.06                                                          | 3563                                                          | 0.75                                                          | 2039                                                          |
| LOX             | CH4/H2 92.6/7.4             |                                | 3126                            | 3.36                            | 3245                            | 0.71                            | 1920                            | 3719                                                          | 3.63                                                          | 3287                                                          | 0.72                                                          | 1897                                                          |
| GOX             | GH2                         |                                | 3997                            | 3.29                            | 2576                            | -                               | 2550                            | 4485                                                          | 3.92                                                          | 2862                                                          | -                                                             | 2519                                                          |
| F2              | H2                          |                                | 4036                            | 7.94                            | 3689                            | 0.46                            | 2556                            | 4697                                                          | 9.74                                                          | 3985                                                          | 0.52                                                          | 2530                                                          |
| F2              | H2-Li 65.2/34.0             |                                | 4256                            | 0.96                            | 1830                            | 0.19                            | 2680                            |                                                               |                                                               |                                                               |                                                               |                                                               |
| F2              | H2-Li 60.7/39.3             |                                |                                 |                                 |                                 |                                 |                                 | 5050                                                          | 1.08                                                          | 1974                                                          | 0.21                                                          | 2656                                                          |
| F2              | CH4                         |                                | 3414                            | 4.53                            | 3918                            | 1.03                            | 2068                            | 4075                                                          | 4.74                                                          | 3933                                                          | 1.04                                                          | 2064                                                          |
| F2              | C2H6                        |                                | 3335                            | 3.68                            | 3914                            | 1.09                            | 2019                            | 3987                                                          | 3.78                                                          | 3923                                                          | 1.10                                                          | 2014                                                          |
| F2              | MMH                         |                                | 3413                            | 2.39                            | 4074                            | 1.24                            | 2063                            | 4071                                                          | 2.47                                                          | 4091                                                          | 1.24                                                          | 1987                                                          |
| F2              | N2H4                        |                                | 3580                            | 2.32                            | 4461                            | 1.31                            | 2219                            | 4215                                                          | 2.37                                                          | 4468                                                          | 1.31                                                          | 2122                                                          |
| F2              | NH3                         |                                | 3531                            | 3.32                            | 4337                            | 1.12                            | 2194                            | 4143                                                          | 3.35                                                          | 4341                                                          | 1.12                                                          | 2193                                                          |
| F2              | B5H9                        |                                | 3502                            | 5.14                            | 5050                            | 1.23                            | 2147                            | 4191                                                          | 5.58                                                          | 5083                                                          | 1.25                                                          | 2140                                                          |
| OF2             | H2                          |                                | 4014                            | 5.92                            | 3311                            | 0.39                            | 2542                            | 4679                                                          | 7.37                                                          | 3587                                                          | 0.44                                                          | 2499                                                          |
| OF2             | CH4                         |                                | 3485                            | 4.94                            | 4157                            | 1.06                            | 2160                            | 4131                                                          | 5.58                                                          | 4207                                                          | 1.09                                                          | 2139                                                          |
| OF2             | C2H6                        |                                | 3511                            | 3.87                            | 4539                            | 1.13                            | 2176                            | 4137                                                          | 3.86                                                          | 4538                                                          | 1.13                                                          | 2176                                                          |
| OF2             | RP-1                        |                                | 3424                            | 3.87                            | 4436                            | 1.28                            | 2132                            | 4021                                                          | 3.85                                                          | 4432                                                          | 1.28                                                          | 2130                                                          |
| OF2             | MMH                         |                                | 3427                            | 2.28                            | 4075                            | 1.24                            | 2119                            | 4067                                                          | 2.58                                                          | 4133                                                          | 1.26                                                          | 2106                                                          |
| OF2             | N2H4                        |                                | 3381                            | 1.51                            | 3769                            | 1.26                            | 2087                            | 4008                                                          | 1.65                                                          | 3814                                                          | 1.27                                                          | 2081                                                          |
| OF2             | MMH/N2H4/H20 50.5/29.8/19.7 |                                | 3286                            | 1.75                            | 3726                            | 1.24                            | 2025                            | 3908                                                          | 1.92                                                          | 3769                                                          | 1.25                                                          | 2018                                                          |
| OF2             | B2H6                        |                                | 3653                            | 3.95                            | 4479                            | 1.01                            | 2244                            | 4367                                                          | 3.98                                                          | 4486                                                          | 1.02                                                          | 2167                                                          |
| OF2             | B5H9                        |                                | 3539                            | 4.16                            | 4825                            | 1.20                            | 2163                            | 4239                                                          | 4.30                                                          | 4844                                                          | 1.21                                                          | 2161                                                          |
| F2/O2 30/70     | H2                          |                                | 3871                            | 4.80                            | 2954                            | 0.32                            | 2453                            | 4520                                                          | 5.70                                                          | 3195                                                          | 0.36                                                          | 2417                                                          |
| F2/O2 30/70     | RP-1                        |                                | 3103                            | 3.01                            | 3665                            | 1.09                            | 1908                            | 3697                                                          | 3.30                                                          | 3692                                                          | 1.10                                                          | 1889                                                          |
| F2/O2 70/30     | RP-1                        |                                | 3377                            | 3.84                            | 4361                            | 1.20                            | 2106                            | 3955                                                          | 3.84                                                          | 4361                                                          | 1.20                                                          | 2104                                                          |
| F2/O2 87.8/12.2 | MMH                         |                                | 3525                            | 2.82                            | 4454                            | 1.24                            | 2191                            | 4148                                                          | 2.83                                                          | 4453                                                          | 1.23                                                          | 2186                                                          |
| 酸化剤          | 燃料                        | 注記                           | Ve                              | r                               | Tc                              | d                               | C*                              | Ve                                                            | r                                                             | Tc                                                            | d                                                             | C*                                                            |
| N2F4            | CH4                         |                                | 3127                            | 6.44                            | 3705                            | 1.15                            | 1917                            | 3692                                                          | 6.51                                                          | 3707                                                          | 1.15                                                          | 1915                                                          |
| N2F4            | C2H4                        |                                | 3035                            | 3.67                            | 3741                            | 1.13                            | 1844                            | 3612                                                          | 3.71                                                          | 3743                                                          | 1.14                                                          | 1843                                                          |
| N2F4            | MMH                         |                                | 3163                            | 3.35                            | 3819                            | 1.32                            | 1928                            | 3730                                                          | 3.39                                                          | 3823                                                          | 1.32                                                          | 1926                                                          |
| N2F4            | N2H4                        |                                | 3283                            | 3.22                            | 4214                            | 1.38                            | 2059                            | 3827                                                          | 3.25                                                          | 4216                                                          | 1.38                                                          | 2058                                                          |
| N2F4            | NH3                         |                                | 3204                            | 4.58                            | 4062                            | 1.22                            | 2020                            | 3723                                                          | 4.58                                                          | 4062                                                          | 1.22                                                          | 2021                                                          |
| N2F4            | B5H9                        |                                | 3259                            | 7.76                            | 4791                            | 1.34                            | 1997                            | 3898                                                          | 8.31                                                          | 4803                                                          | 1.35                                                          | 1992                                                          |
| ClF5            | MMH                         |                                | 2962                            | 2.82                            | 3577                            | 1.40                            | 1837                            | 3488                                                          | 2.83                                                          | 3579                                                          | 1.40                                                          | 1837                                                          |
| ClF5            | N2H4                        |                                | 3069                            | 2.66                            | 3894                            | 1.47                            | 1935                            | 3580                                                          | 2.71                                                          | 3905                                                          | 1.47                                                          | 1934                                                          |
| ClF5            | MMH/N2H4 86/14              |                                | 2971                            | 2.78                            | 3575                            | 1.41                            | 1844                            | 3498                                                          | 2.81                                                          | 3579                                                          | 1.41                                                          | 1844                                                          |
| ClF5            | MMH/N2H4/N2H5NO3 55/26/19   |                                | 2989                            | 2.46                            | 3717                            | 1.46                            | 1864                            | 3500                                                          | 2.49                                                          | 3722                                                          | 1.46                                                          | 1863                                                          |
| ClF3            | MMH/N2H4/N2H5NO3 55/26/19   | ハイパーゴリック推進剤         | 2789                            | 2.97                            | 3407                            | 1.42                            | 1739                            | 3274                                                          | 3.01                                                          | 3413                                                          | 1.42                                                          | 1739                                                          |
| ClF3            | N2H4                        | ハイパーゴリック推進剤         | 2885                            | 2.81                            | 3650                            | 1.49                            | 1824                            | 3356                                                          | 2.89                                                          | 3666                                                          | 1.50                                                          | 1822                                                          |
| N2O4            | MMH                         | ハイパーゴリック推進剤, 一般的 | 2827                            | 2.17                            | 3122                            | 1.19                            | 1745                            | 3347                                                          | 2.37                                                          | 3125                                                          | 1.20                                                          | 1724                                                          |
| N2O4            | MMH/Be 76.6/29.4            |                                | 3106                            | 0.99                            | 3193                            | 1.17                            | 1858                            | 3720                                                          | 1.10                                                          | 3451                                                          | 1.24                                                          | 1849                                                          |
| N2O4            | MMH/Al 63/27                |                                | 2891                            | 0.85                            | 3294                            | 1.27                            | 1785                            |                                                               |                                                               |                                                               |                                                               |                                                               |
| N2O4            | MMH/Al 58/42                |                                |                                 |                                 |                                 |                                 |                                 | 3460                                                          | 0.87                                                          | 3450                                                          | 1.31                                                          | 1771                                                          |
| N2O4            | N2H4                        | ハイパーゴリック推進剤, 一般的 | 2862                            | 1.36                            | 2992                            | 1.21                            | 1781                            | 3369                                                          | 1.42                                                          | 2993                                                          | 1.22                                                          | 1770                                                          |
| N2O4            | N2H4/UDMH 50/50             | ハイパーゴリック推進剤, 一般的 | 2831                            | 1.98                            | 3095                            | 1.12                            | 1747                            | 3349                                                          | 2.15                                                          | 3096                                                          | 1.20                                                          | 1731                                                          |
| N2O4            | N2H4/Be 80/20               |                                | 3209                            | 0.51                            | 3038                            | 1.20                            | 1918                            |                                                               |                                                               |                                                               |                                                               |                                                               |
| N2O4            | N2H4/Be 76.6/23.4           |                                |                                 |                                 |                                 |                                 |                                 | 3849                                                          | 0.60                                                          | 3230                                                          | 1.22                                                          | 1913                                                          |
| N2O4            | B5H9                        |                                | 2927                            | 3.18                            | 3678                            | 1.11                            | 1782                            | 3513                                                          | 3.26                                                          | 3706                                                          | 1.11                                                          | 1781                                                          |
| NO/N2O4 25/75   | MMH                         |                                | 2839                            | 2.28                            | 3153                            | 1.17                            | 1753                            | 3360                                                          | 2.50                                                          | 3158                                                          | 1.18                                                          | 1732                                                          |
| NO/N2O4 25/75   | N2H4/Be 76.6/23.4           |                                | 2872                            | 1.43                            | 3023                            | 1.19                            | 1787                            | 3381                                                          | 1.51                                                          | 3026                                                          | 1.20                                                          | 1775                                                          |
| IRFNA IIIa      | UDMH/DETA 60/40             | ハイパーゴリック推進剤         | 2638                            | 3.26                            | 2848                            | 1.30                            | 1627                            | 3123                                                          | 3.41                                                          | 2839                                                          | 1.31                                                          | 1617                                                          |
| IRFNA IIIa      | MMH                         | ハイパーゴリック推進剤         | 2690                            | 2.59                            | 2849                            | 1.27                            | 1665                            | 3178                                                          | 2.71                                                          | 2841                                                          | 1.28                                                          | 1655                                                          |
| IRFNA IIIa      | UDMH                        | ハイパーゴリック推進剤         | 2668                            | 3.13                            | 2874                            | 1.26                            | 1648                            | 3157                                                          | 3.31                                                          | 2864                                                          | 1.27                                                          | 1634                                                          |
| IRFNA IV HDA    | UDMH/DETA 60/40             | ハイパーゴリック推進剤         | 2689                            | 3.06                            | 2903                            | 1.32                            | 1656                            | 3187                                                          | 3.25                                                          | 2951                                                          | 1.33                                                          | 1641                                                          |
| IRFNA IV HDA    | MMH                         | ハイパーゴリック推進剤         | 2742                            | 2.43                            | 2953                            | 1.29                            | 1696                            | 3242                                                          | 2.58                                                          | 2947                                                          | 1.31                                                          | 1680                                                          |
| IRFNA IV HDA    | UDMH                        | ハイパーゴリック推進剤         | 2719                            | 2.95                            | 2983                            | 1.28                            | 1676                            | 3220                                                          | 3.12                                                          | 2977                                                          | 1.29                                                          | 1662                                                          |
| H2O2            | MMH                         |                                | 2790                            | 3.46                            | 2720                            | 1.24                            | 1726                            | 3301                                                          | 3.69                                                          | 2707                                                          | 1.24                                                          | 1714                                                          |
| H2O2            | N2H4                        |                                | 2810                            | 2.05                            | 2651                            | 1.24                            | 1751                            | 3308                                                          | 2.12                                                          | 2645                                                          | 1.25                                                          | 1744                                                          |
| H2O2            | N2H4/Be 74.5/25.5           |                                | 3289                            | 0.48                            | 2915                            | 1.21                            | 1943                            | 3954                                                          | 0.57                                                          | 3098                                                          | 1.24                                                          | 1940                                                          |
| H2O2            | B5H9                        |                                | 3016                            | 2.20                            | 2667                            | 1.02                            | 1828                            | 3642                                                          | 2.09                                                          | 2597                                                          | 1.01                                                          | 1817                                                          |
| N2H4            | B2H6                        |                                | 3342                            | 1.16                            | 2231                            | 0.63                            | 2080                            | 3953                                                          | 1.16                                                          | 2231                                                          | 0.63                                                          | 2080                                                          |
| N2H4            | B5H9                        |                                | 3204                            | 1.27                            | 2441                            | 0.80                            | 1960                            | 3819                                                          | 1.27                                                          | 2441                                                          | 0.80                                                          | 1960                                                          |
| 酸化剤          | 燃料                        | 注記                           | Ve                              | r                               | Tc                              | d                               | C*                              | Ve                                                            | r                                                             | Tc                                                            | d                                                             | C*                                                            |

混合比の詳細:
- IRFNA IIIa: 83.4% HNO3, 14% NO2, 2% H2O, 0.6% HF
- IRFNA IV HDA: 54.3% HNO3, 44% NO2, 1% H2O, 0.7% HF
- RP-1: 参照 MIL-P-25576C, 基本 ケロシン (多分 C10H18)
- MMH: CH3NHNH2

### 沸点
| 燃料         | 燃料   | 燃料      |
| ・           | 分子式 | 沸点（K） |
| ------------ | ------ | --------- |
| アンモニア   | NH3    | 240       |
| エタノール   | C2H5OH | 351       |
| 水素         | H2     | 020       |
| ヒドラジン   | N2H4   | 386       |
|              |        |           |
| 酸化剤       |        |           |
| .            | 分子式 | 沸点（K） |
| 酸素         | O2     | 090       |
| フッ素       | F2     | 085       |
| 赤煙硝酸     | HNO3   | -         |
| 四酸化二窒素 | N2O4   | 294       |
| 過酸化水素   | H2O2   | 423       |

## 一液推進系
推進剤を加熱したり触媒等で分解することによって生成されるガスを噴出する事により、その反動で進む。水素ガスを原子炉で加熱して噴射する原子力ロケットや電離して加速するイオンエンジンも一液推進系の範疇に含まれる。
- 過酸化水素は水と酸素に分解する。
- ヒドラジンは窒素と水素に分解する。
- 亜酸化窒素は窒素と酸素に分解する。
- 水蒸気は外部から加熱することで比推力が最大190秒に達し、材料の腐食と熱によって制限される。

|                 |        | 68.05 atmから1atmにおける 最適な膨張 | 68.05 atmから1atmにおける 最適な膨張 | 68.05 atmから1atmにおける 最適な膨張 | 68.05 atmから1atmにおける 最適な膨張 | 68.05から0atm(真空中)における 最適な膨張 (ノズル面積比 = 40:1) | 68.05から0atm(真空中)における 最適な膨張 (ノズル面積比 = 40:1) | 68.05から0atm(真空中)における 最適な膨張 (ノズル面積比 = 40:1) | 68.05から0atm(真空中)における 最適な膨張 (ノズル面積比 = 40:1) | 68.05から0atm(真空中)における 最適な膨張 (ノズル面積比 = 40:1) |
| --------------- | ------ | ------------------------------------ | ------------------------------------ | ------------------------------------ | ------------------------------------ | -------------------------------------------------------------- | -------------------------------------------------------------- | -------------------------------------------------------------- | -------------------------------------------------------------- | -------------------------------------------------------------- |
| 推進剤          | 備考   | Ve                                   | Tc                                   | d                                    | C*                                   | Ve                                                             | Tc                                                             | d                                                              | C*                                                             |                                                                |
| ヒドラジン      | 一般的 |                                      |                                      |                                      |                                      |                                                                |                                                                |                                                                |                                                                |                                                                |
| 100% 過酸化水素 | 一般的 | 1610                                 | 1270                                 | 1.4                                  | 1040                                 | 1860                                                           | 1270                                                           | 1.4                                                            | 1040                                                           |                                                                |
| 推進剤          | 備考   | Ve                                   | Tc                                   | d                                    | C*                                   | Ve                                                             | Tc                                                             | d                                                              | C*                                                             |                                                                |